# Lokomotywa elektryczna

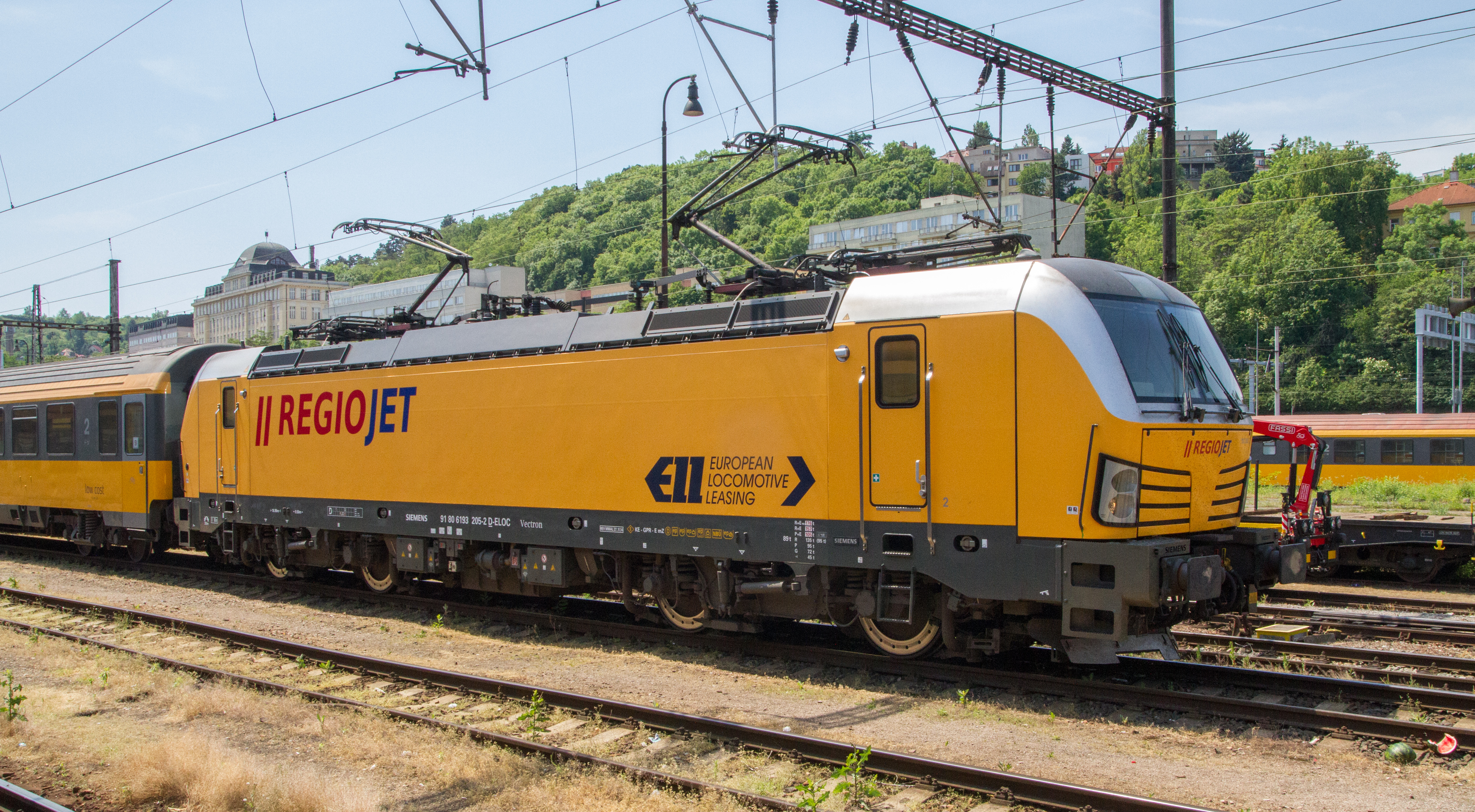
Wielosystemowa lokomotywa elektryczna z rodziny Siemens Vectron

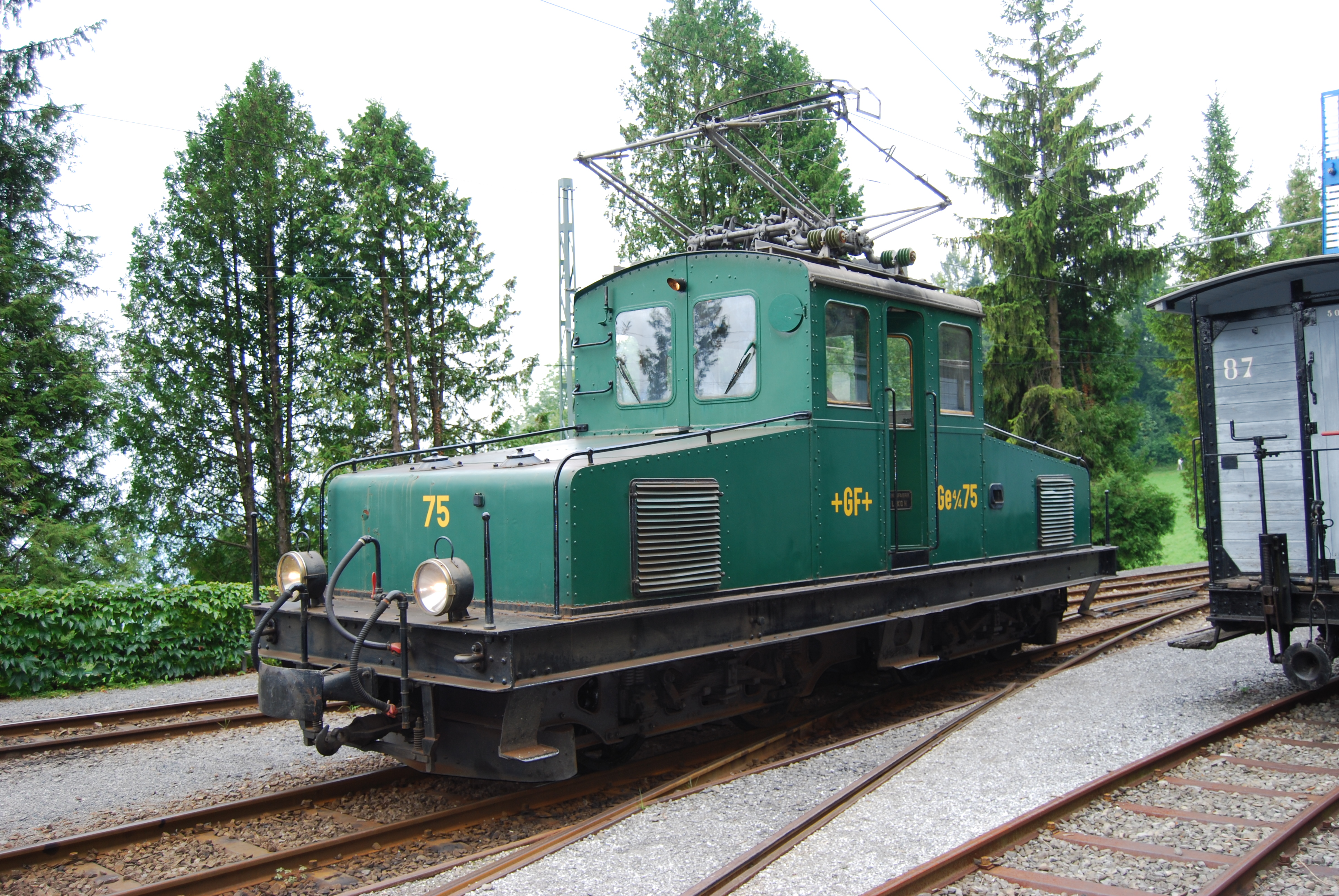
Wąskotorowa lokomotywa Ge4/4.

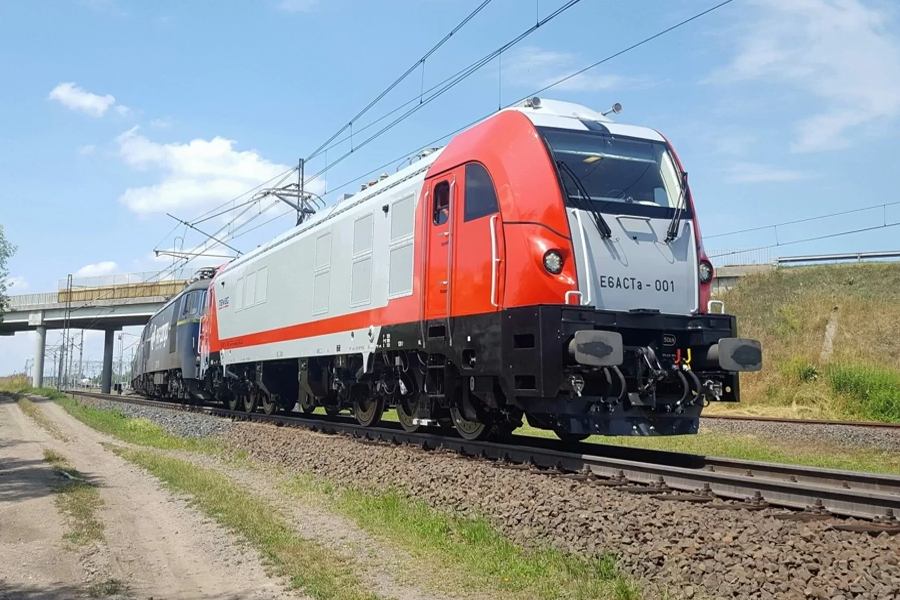
Lokomotywa elektryczna z rodziny Newag Dragon

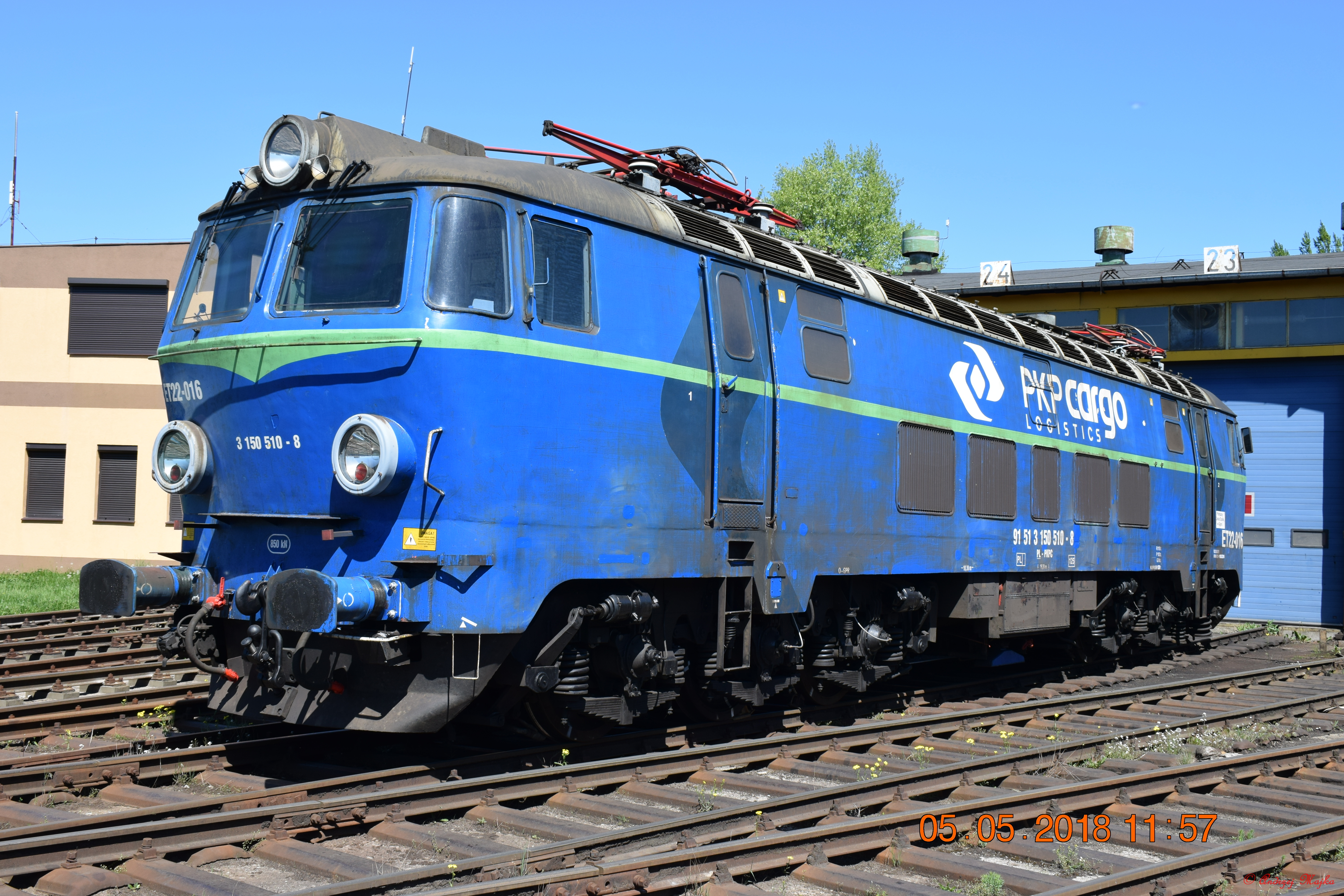
Lokomotywa elektryczna ET22-641 wyprodukowana w Pafawagu

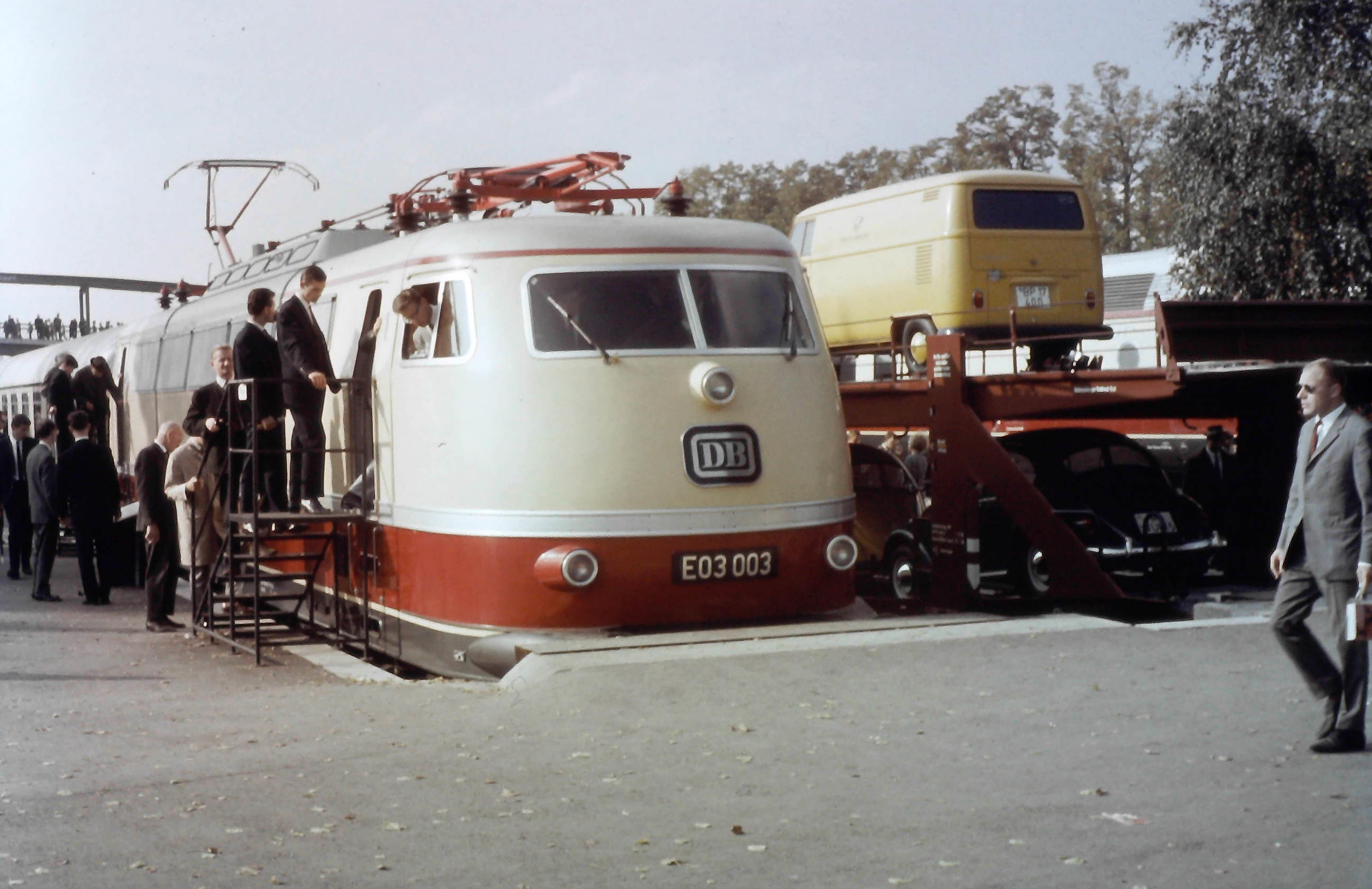
Lokomotywa Baureihe 103 kolei zachodnioniemieckich. W 1965 roku w ramach demonstracji podczas Międzynarodowej Wystawy Transportowej IVA 1965 w Monachium kursowała z pociągami pasażerskimi z prędkością 200 km/h.

Lokomotywa elektryczna (elektrowóz) – lokomotywa napędzana silnikami elektrycznymi, która jest zasilana z sieci trakcyjnej, trzeciej szyny lub akumulatorów

## Historia
Pierwsze, bardzo proste pojazdy o napędzie elektrycznym, zasilane jednak z baterii, powstawały w latach 30. XIX w., głównie w Stanach Zjednoczonych i Wielkiej Brytanii, jednak za pierwszą lokomotywę elektryczną przyjmuje się małą lokomotywkę skonstruowaną w roku 1879 przez Wernera von Siemensa, która pobierając prąd z trzeciej szyny ciągnęła mały wagonik-ławkę po terenach wystawy powszechnej w Berlinie.
Od tamtego czasu powstało wiele różnorodnych konstrukcji lokomotyw elektrycznych. Początkowo ich układ jezdny dość dokładnie odwzorowywał układ jezdny lokomotyw parowych (przeniesienie napędu za pomocą ślepych wałów i wiązarów) a silniki były bardzo prymitywne – ciężkie i o niewielkiej mocy, jednak już na tym wczesnym etapie rozwoju lokomotywy elektryczne wykazywały szereg zalet w porównaniu z dominującymi wówczas lokomotywami parowymi. Przełomem okazało się zastosowanie trakcji elektrycznej na liniach górskich, m.in. w tunelu na przełęczy Simplon – był to z jednej strony poligon dla nowych konstrukcji, a z drugiej – jedyne dające się zastosować rozwiązanie napędu pociągów w tunelu. Powstawały konstrukcje do ciągnięcia ciężkich pociągów w trudnych warunkach (np. skandynawska linia do wywozu surowców z Kiruny z trójczłonowymi lokomotywami wiązarowymi o układzie osi 1’D+D+D1’, pracującymi w warunkach arktycznych).
Z czasem napęd korbowy został wyparty przez różne rodzaje systemów mniej lub bardziej elastycznego przeniesienia napędu. Postęp w konstrukcji silników elektrycznych spowodował ich znaczne zmniejszenie (ciężar i gabaryty), a jednocześnie wzrost mocy. Powstał używany do dziś tzw. tramwajowy system zawieszenia silnika, odznaczający się prostotą i pracujący poprawnie do prędkości ok. 100 km/h, ale też zapewniający pełne usprężynowanie jedynie połowie masy silnika (silnik jest z jednej strony zawieszony na osi). Zarzucono stosowanie osi tocznych i wykształcił się obowiązujący do dziś układ osi lokomotyw – Co’Co’, Bo’Bo’Bo’, Bo’Bo’ (ten ostatni zdecydowanie dominuje). Nie brakowało w tym czasie (połowa XX w.) różnych konstrukcji eksperymentalnych, np. lokomotywa z silnikami o osiach pionowych (próba udana – lokomotywa kolei austriackich wykazywała dobre własności trakcyjne, lecz konstrukcji tej nie rozwijano) czy próba zastosowania silników bezpośrednio na osi (okazało się, że lokomotywy w tym układzie pracują dobrze jedynie przy dużych prędkościach, natomiast wykazują małą moc rozruchową). Rezygnacja z wiązarów uwolniła lokomotywy od największej wady tego napędu – niezrównoważenia mas i związanego z tym niekorzystnego oddziaływania na tor. Następnie pojawiły się napędy z pełnym usprężynowaniem – od bardzo prymitywnych z wirującymi sprężynami śrubowymi (konstrukcje amerykańskie), przez konstrukcje firmy Sécheron i Brown-Boveri (napędzanie koła poprzez elementy amortyzujące między szprychami koła), przeniesienie napędu za pomocą stalowej elastycznej tarczy czy konstrukcje z dźwigniami i popychaczami (Alsthom – stosowany np. w lokomotywie EU07).

## Konstrukcja
Zasilanie lokomotyw odbywa się najczęściej za pośrednictwem przewodu jezdnego zawieszonego nad torem, odbieraka prądu (pantografu) i szyn jezdnych stanowiących przewód powrotny. Istnieją systemy zasilania z trzeciej szyny, bez sieci górnej (np. metro, koleje brytyjskie).
Stosuje się różne systemy zasilania, najczęściej:
- prąd stały – napięcie 1.5 kV (Francja, Holandia),
- prąd stały – napięcie 3 kV (Polska, Włochy, Czechy, Belgia, Rosja),
- prąd przemienny 16,7 Hz – 15 kV (Niemcy, Austria, Szwajcaria),
- prąd przemienny 50 Hz – 25 kV (Francja, Czechy, Rumunia).

Przetwornica przetwarza wysokie napięcie w niskie, potrzebne np. do zasilania instalacji oświetleniowej i sterowania lokomotywą.
Lokomotywa elektryczna posiada kilka systemów zabezpieczeń instalacji elektrycznej, np.: wyłącznik szybki, wyłącznik nadmiarowy, wyłącznik zanikowo-napięciowy.
Lokomotywy elektryczne osiągają największe moce spośród wszystkich typów lokomotyw (parowe, spalinowe), do ponad 6 MW (EuroSprinter ES64U4).